# Chésopelloz
Chésopelloz är en ort i kommunen Corminboeuf i kantonen Fribourg, Schweiz. Chésopelloz var tidigare en egen kommun, men den 1 januari 2017 inkorporerades kommunen i Corminboeuf.